# Ton van der Lee
Ton van der Lee (Bussum, 1956) is een Nederlands schrijver en filmmaker.

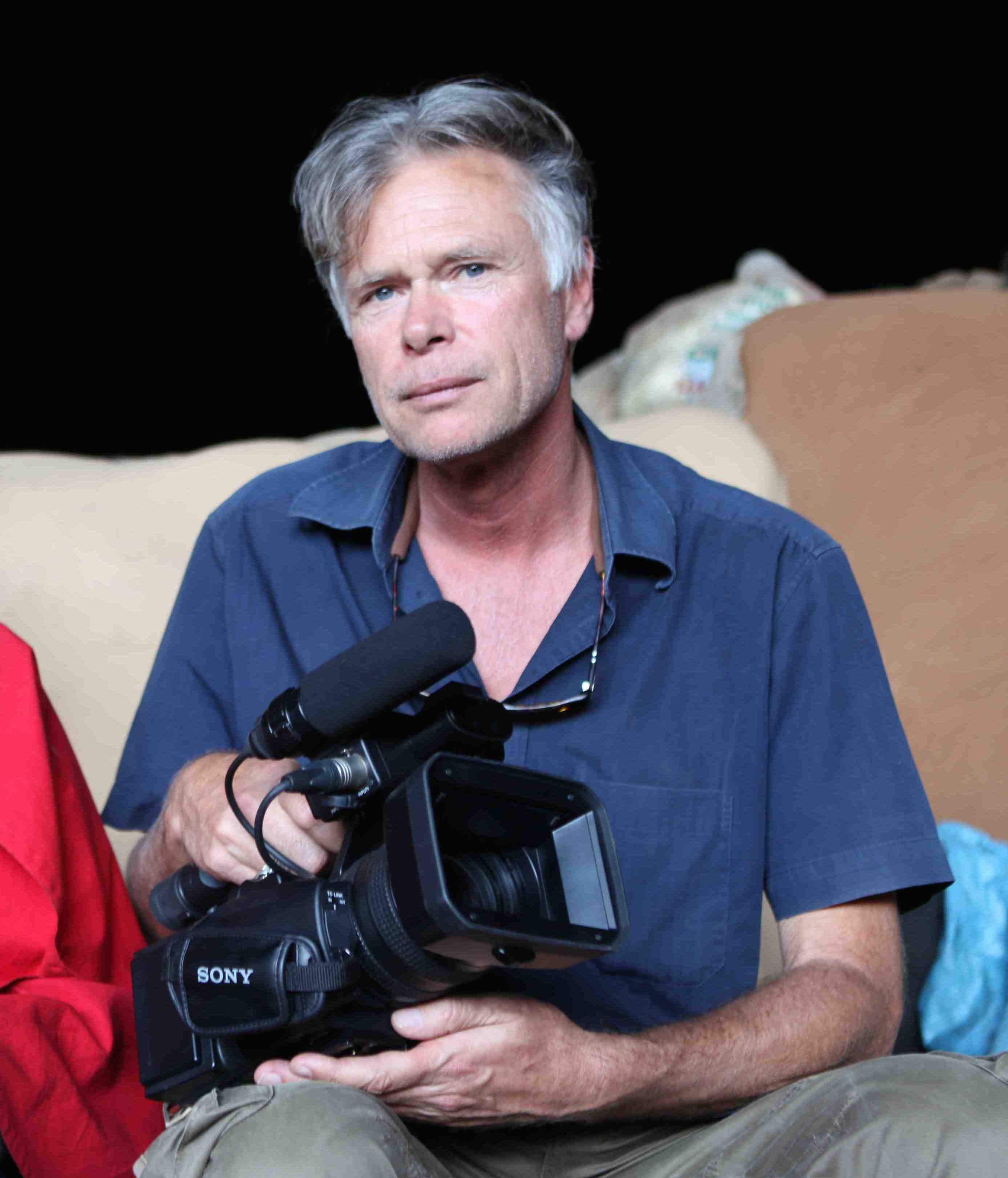
Ton van der Lee, Lesotho 2012

## Levensloop
Van der Lee studeerde literatuur in Amsterdam. Hij maakte televisiedocumentaires voor diverse binnen- en buitenlandse omroepen als regisseur of producent, zoals de film Rock 'n' Roll Junkie over Herman Brood. Hij woonde twaalf jaar in Afrika en publiceerde hierover acht boeken bij uitgeverijen Prometheus en Balans. Zijn werk wordt geschaard onder de categorie 'literaire non-fictie'. Zijn bekendste boeken zijn Solitaire, over zijn driejarig verblijf in Namibië, Het Zandkasteel, over zijn jaren in Mali, en De Afrikaanse Weg, over zijn reis van Kaapstad naar Caïro. Ook maakte hij enkele documentaires over Afrika, waaronder Hemelse Modder (uitgezonden door de AVRO) en De Belofte (uitgezonden door de IKON). Tevens maakte hij de serie Spirits of Africa over traditionele genezers in Afrika. In 2016 en 2017 publiceerde hij de historische romans "Jan Huygen" (uitgeverij Balans) en "Een Meisje Loos" (uitgeverij Ambo Anthos). In 2019 publiceerde hij LEX (uitgeverij Just Publishers), een boek over Lex Harding en 50 jaar Nederlandse popcultuur, gevolgd door KIEVIET (uitgeverij Ambo Anthos), de biografie van C. Johan Kieviet, de schrijver van de Dik Trom-boeken.
Van der Lee is de achterkleinzoon van Kieviet en schreef op verzoek van uitgeverij Kluitman en Kinderboekenmuseum Het Schooltje van Dik Trom drie kinderboeken over een hedendaagse Dik Trom, die de achterkleinzoon is van de oorspronkelijke Dik Trom.
In 2024 publiceerde hij Het Grote Spel over asielzoekers in Nederland, waarvan de kern wordt gevormd door acht zeer uitgebreide gesprekken met asielzoekers uit verschillende landen.
Twee van zijn boeken werden vertaald: 'Solitaire' in het Engels (2018) en 'Het Zandkasteel' in het Duits (2019).

## Films (regisseur en/ of producent)
- Gewoon Werk (1988)
- Lichtend Pad (1990)
- Venus (1991)
- Edsa (1992)
- Afstand van de Berg (1991)
- De Natuurlijke Ruimte (1991)
- De Partizanen (1993, serie)
- Eclat (1994)
- On Animal Locomotion (Johan van der Keuken, 1993/4)
- Hexagon (1994)
- Rock 'n Roll Junkie (1994)
- Zintuigen zijn de voetjes van de Ziel (1994)
- From Zero (1995)
- Helicopter String Quartet (1995)
- Alle Visitors Must be Announced (1996)
- Conducting Mahler (1996)
- Wasted (1996)
- Memoria de lo desconocido (1995)
- Hemelse Modder (2003)
- Geheimen van de Maasai (2010)
- De Belofte (2011)
- Spirits of Africa (12 delen, 2011-14)
- Lembro Me (I Remember) 2019